# Léon de Saint-Laurent
Ne doit pas être confondu avec Léon Maës.
Léon Maes, né en 1629 à Bruxelles et mort le 16 mai 1702 à Anvers, est un carme flamand, de la Réforme de Touraine, prédicateur renommé dans les Pays-Bas espagnols, sous le nom de Léon de Saint-Laurent.

## Biographie

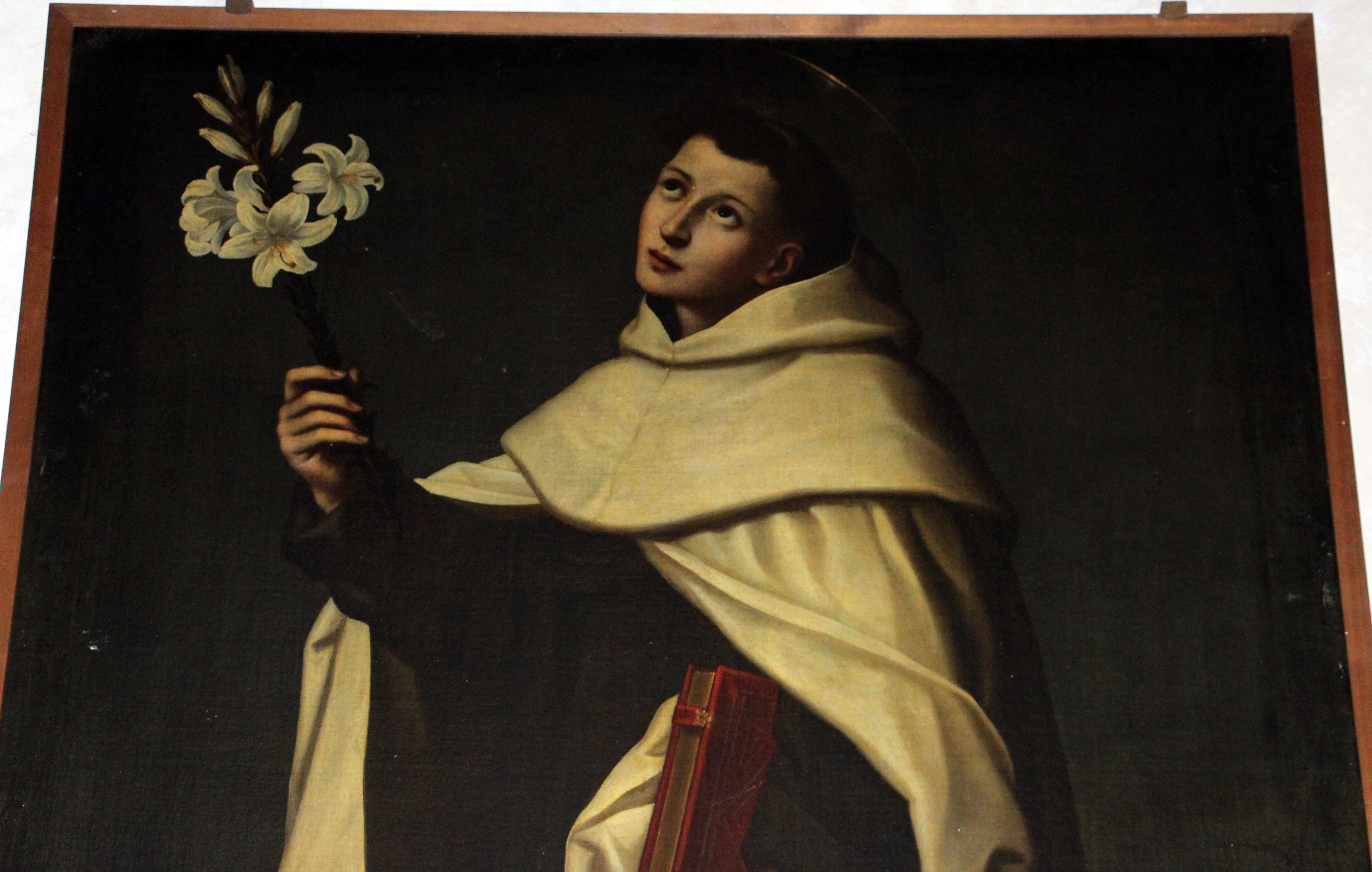
Représentation d'un carme au XVIIe siècle (par Francesco Curradi).

Léon Maes est né à Bruxelles en 1629, et entré chez les carmes en 1648, où il a reçu le nom de Léon de Saint-Laurent. Il a été prieur à Louvain, de 1663 à 1667 ; à Bruxelles, de 1667 à 1670 ; à Gand, de 1674 à 1677 ; à Anvers, de 1677 à 1681 et de 1690 à 1694. En outre, il a été nommé définiteur pour les mandats suivants : 1670-1674, 1681-1684, 1687-1690, 1694-1697. Un nouveau mandat l'attendait en 1700, mais il s'est trouvé interrompu par le décès de Léon, survenu à Anvers, le 16 mai 1702.

## Postérité

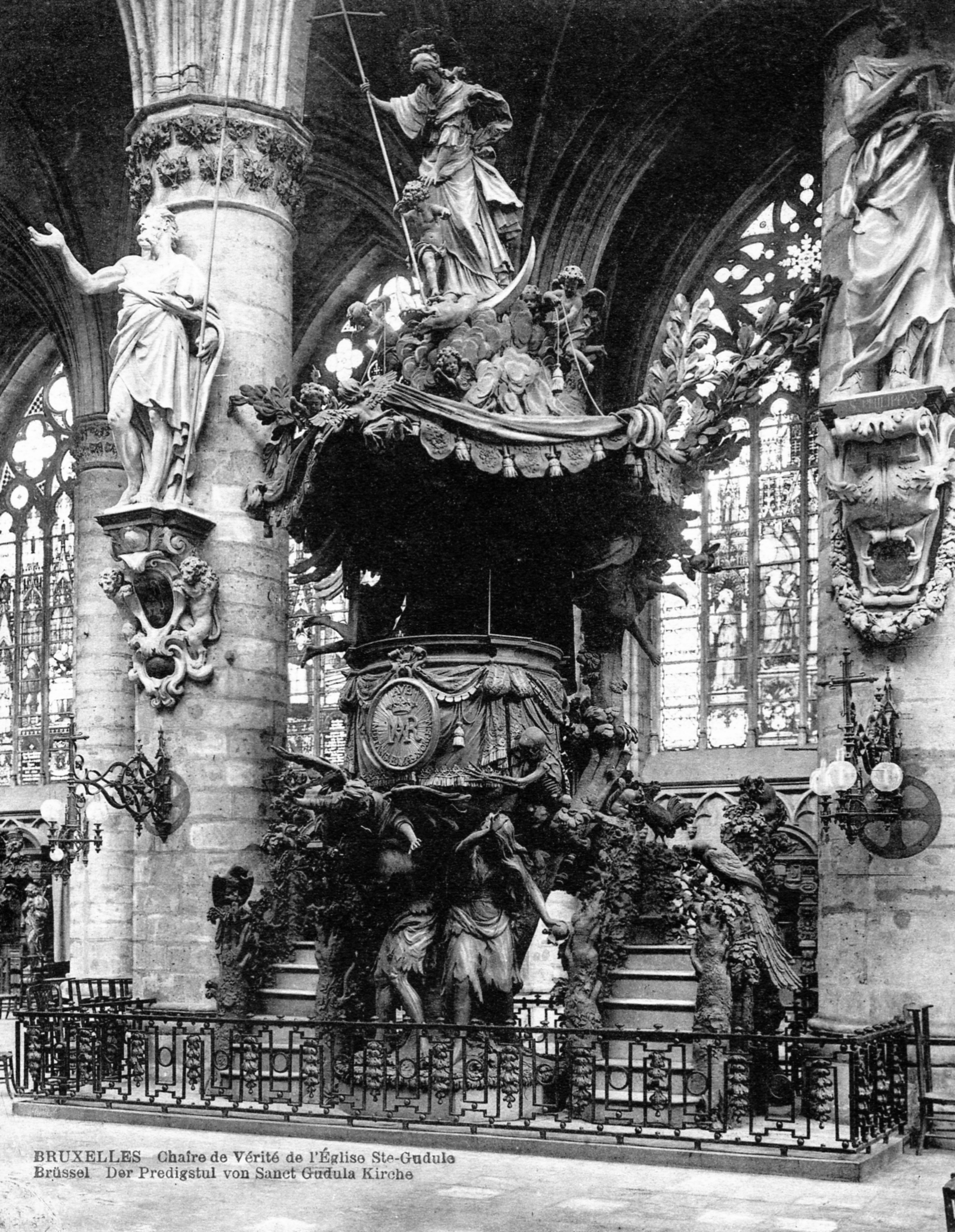
Chaire de vérité (Bruxelles, cathédrale Saints-Michel-et-Gudule).

Prédicateur fameux, Léon a rédigé des sermons qui ont été publiés et plusieurs fois réédités, tantôt séparément, tantôt ensemble. L'intégrale de ses homélies recouvre les temps liturgiques de l'Avent et du Carême, ainsi que les fêtes du Christ et des saints, particulièrement celles de la Vierge Marie, mais seuls les deux premiers cycles ont été édités du vivant de l'auteur. Dans un style simple, celui-ci développe une parénèse morale, en s'appuyant sur une interprétation spirituelle et mystique de l'Écriture sainte, surtout de l'Ancien Testament. Il cite abondamment les Pères de l'Église, mais également des écrivains postérieurs et des saints. Il n'hésite pas à interpeler son auditoire et parle avec éloquence de la Mère du Christ. Publiés à Anvers en 1669, les sermons pour l'Avent sont spécialement remarquables. La première série de ceux-ci (De peccatis alienis) est centrée sur le verset 13 du Psaume 18 : l'auteur y décrit, sans sévérité excessive, les fautes possibles de chacun. La deuxième série (De captivitate Petri) part des versets 3 et 4 du chapitre 12 des Actes des Apôtres, pour présenter le temps précédant Noël comme une époque de grâce, qui libère l'homme de l'esclavage. La troisième série (De carcere Purgatorii, figurato per carcerem Herodis) poursuit l'interprétation des Actes (12,5-17) en appliquant cette fois au Purgatoire l'image de la prison. Le prédicateur insiste sur les suffrages à offrir pour les défunts : un thème qui reviendra dans une autre œuvre (Octava pro suffragiis animarum purgantium), basée sur le Psaume 41. Quant aux sermons pour le Carême, publiés à Anvers en 1701, ils exposent des thèmes traditionnels sur base de l'évangile prévu par la liturgie du jour, lesquels se retrouveront encore dans un autre ouvrage, intitulé Anatomia cordis. Enfin, aux fêtes les plus importantes du sanctoral, Léon consacre des homélies, qui seront publiées à Anvers en 1722, parfois suivies d'un recueil consacré aux octaves respectives de la Fête-Dieu et de l'Assomption, édité à Cologne en 1723.

## Bibliographie

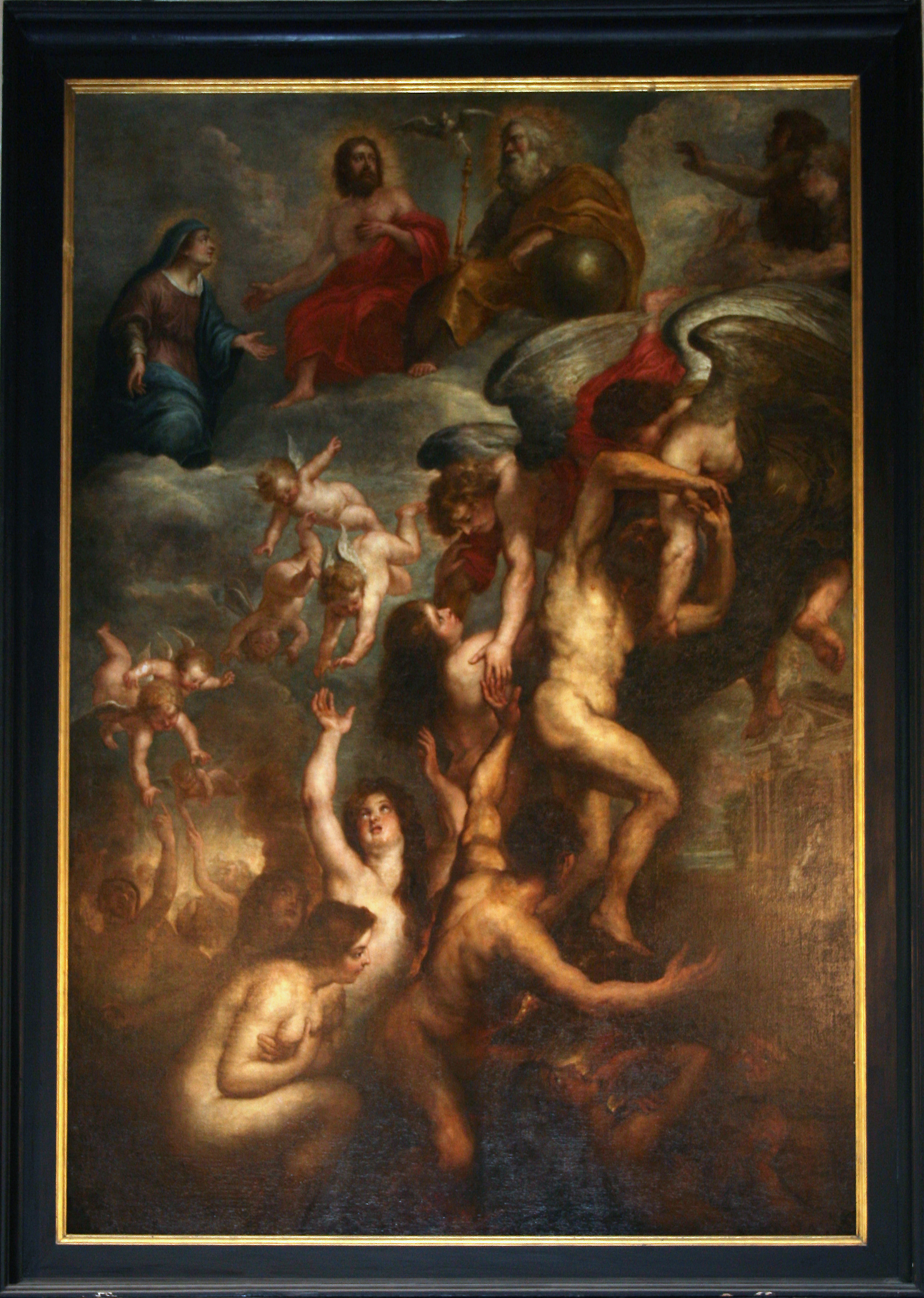
Purgatoire baroque (par Rubens).

### Études
- R. M. Valabek, « Léon de Saint-Laurent », Dictionnaire de spiritualité ascétique et mystique, Paris, Beauchesne, t. IX,‎ 1976, p. 629-630 (lire en ligne).